# Corgi (modelauto)
Corgi is een merk voor modelauto's van de Britse producent Mettoy uit Wales.
Corgi maakt(e) auto's in de schaal 1:43 en de iets kleinere Matchbox-schaal.
Corgi was de merknaam voor de grotere 1:43-modellen, Husky (modelauto) was die voor de kleinere modellen modelauto's, die beide als logo een hond gebruikten. De merknaam is in de jaren zeventig buiten gebruik genomen.
In 1989 werd Corgi overgenomen door Mattel, in 1994 werd het weer verkocht (Corgi Classics Limited). Sinds 2008 is Corgi het merk voor modelauto's van Hornby.

## De kleine auto's

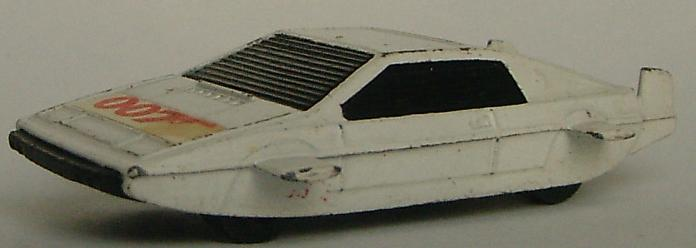
Lotus Esprit van Corgi uit de film James Bond

De 3-inch modellen van Corgi zijn maar een vrij korte periode gemaakt, vanaf begin jaren 70 tot eind jaren 80, waarna Corgi werd overgenomen door Hot Wheels.
Dit kwam vooral doordat modellen van auto's uit populaire televisieseries en films werden geproduceerd. Zo heeft Corgi modellen van auto's uit de volgende televisieseries:
- Starsky & Hutch
- Kojak
- Man from U.N.C.L.E.

en de volgende films:
- Chitty Chitty Bang Bang
- James Bond (De Aston Martin DB5 met schietstoel en de Lotus Esprit-duikboot)
- Batman (Batmobile)

Maar ook de andere auto's waren populair. Speciaal voor de Nederlandse markt heeft Corgi modellen gemaakt van de Porsche 911 en de Range Rover zoals die in gebruik waren bij de Rijkspolitie.
De kleintjes worden niet meer gemaakt.
Sinds 2005 brengt het ook Hongwell-modellen onder eigen naam uit en produceerde het kortstondig de nieuwe bestelwagen Ford Transit.

## De 1:43-modellen (Vanguard)
De 1:43-modellen worden nog altijd gemaakt. Ze vormen misschien wel de kern van Corgi. Een van de meest bijzondere auto's is wellicht wel de OSI DAF Citycar, een prototype dat nooit als productieauto is uitgekomen.
Corgi richt zich vooral op de Engelse markt, met Engelse (klassieke) auto's, zoals Sunbeam, Morris, Austin, Vauxhall en de Engelse Fords.

## De 1:50-vrachtauto's
Corgi heeft zich in de jaren 90 meer en meer toegelegd op vrachtauto's en wordt nu tot de een van de meest toonaangevende miniatuur vrachtautomerken gerekend. Het niveau van detail is hoog, zo zijn er spiegels, remslangen en stuurbare (voor-)wielen.

## 1:76 "The Original Omnibus Company"

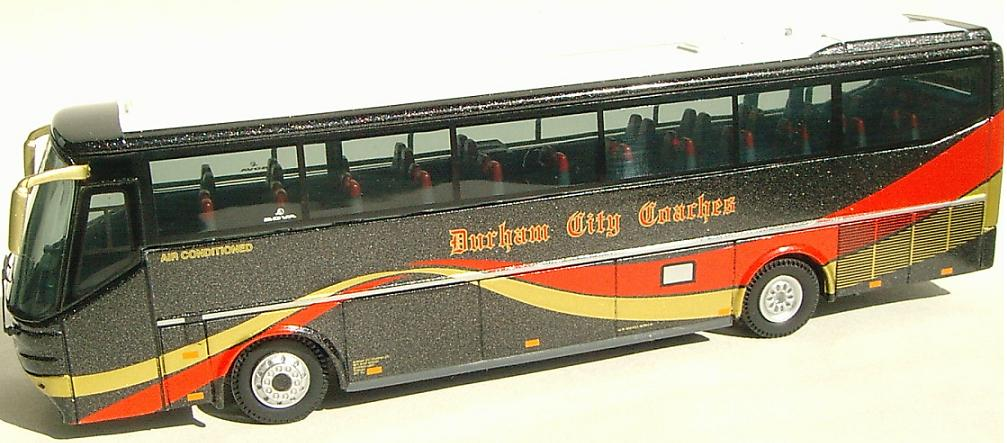
Bova Futura

Onder de naam Corgi The Original Omnibus Company brengt Corgi in de schaal 1:76 bussen op de markt. In Engeland is de meest gebruikte treinschaal OO, ofwel 1:76. Corgi brengt onder meer dubbeldekkers, touringcars en stadsbussen uit in de bedrijfskleuren van een groot pallet van bedrijven. De hiernaast afgebeelde Bova Futura is van een Britse touringcaroperator, Durham City coaches, maar ook bussen van bijvoorbeeld Dublin Bus worden uitgegeven. Opvallend ook is dat oudere types en de nieuwste types door elkaar gebruikt worden.

## 1:76 "Trackside"

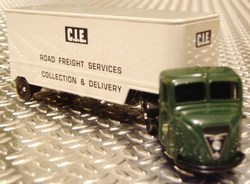
Scammell Scarab, ex-Lledo-model

Onder de naam Trackside brengt Corgi een serie trucks uit die voornamelijk gericht zijn op modelspoorbanen, treinschaal OO. Hier worden voornamelijk trucks uit de jaren 50 tot 70 geproduceerd.